# Hannes Fuhrer
Hannes Fuhrer, né le 14 août 1958 à Hohfluh-Hasliberg, est un compositeur et chanteur de yodel Suisse.

## Biographie
Membre d'une famille de six enfants, il dirige pendant sa carrière le club des yodleurs d'Hasle-Rüegsau, celui d'Heimat Alchenstorf ainsi que le chœur d'enfants d'Unteremmental. Il a composé une soixantaine de titres, répartis sur plusieurs albums.
Récompensé à plusieurs reprises, il a notamment obtenu la première classe en club et en duo lors de la fête fédérale des yodleurs de Fribourg en 2002 et la  deuxième classe à celle d'Aarau en 2005.